# ملک‌آباد (ریگان)
ملک‌آباد، روستایی در دهستان پشت ریگ بخش مرکزی شهرستان ریگان در استان کرمان ایران است.

## جمعیت
بر پایه سرشماری عمومی نفوس و مسکن در سال ۱۳۹۵، جمعیت این روستا برابر با ۶۱۸ نفر (۱۴۷ خانوار) بوده است.